# Binzhou
Binzhou (xinès: 滨州市, pinyin: Bīnzhōu), antigament Putai, és una ciutat-prefectura al nord de província de Shandong, a la República Popular de la Xina. La ciutat pròpiament dita es troba a la riba nord del riu Groc, mentre que la seva àrea administrativa es troba a ambdós costats del curs inferior del riu, abans del seu actual delta.

## Història

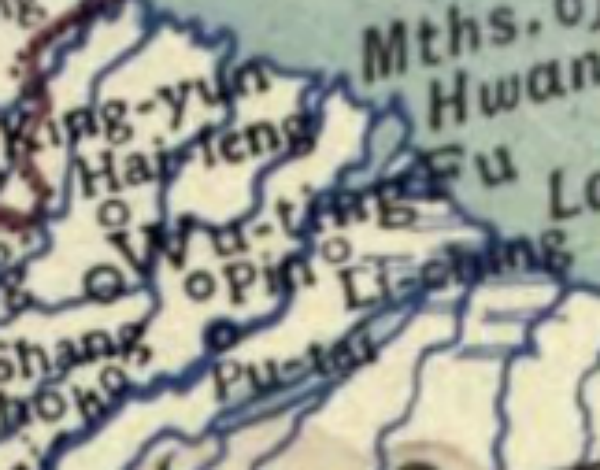
Putai, al nord del riu Groc el 1911.

L'assentament humà data almenys del Neolític xinès. Durant la dinastia Shang, l'àrea al voltant de Binzhou va ser possessió dels Pugu, que eren comptats entre els "bàrbars de l'est" o "Dongyi". Pugu es va unir a la rebel·lió fracassada del príncep Shang contra Zhou i va ser destruït cap el 1039 aC, amb les seves terres cedides al canceller Jiang Ziya com a marca de Qi. Els Annals de Bambú  suggereixen que els Pugu van continuar incordiant els Zhou durant una dècada més i van ser destruïts de nou cap el 1026 aC. L'estat de Qi es va convertir en un dels més poderosos del període dels Regnes Combatents, però va ser governat des de Yingqiu (l'actual Zibo), a excepció d'un breu parèntesi sota el Duc Hu. Es va traslladar a Bogu, però va ser vençut per la gent revoltada de Yingqiu; el seu successor va restaurar l'antiga capital.
El nom de Binzhou va sorgir durant el període de les Cinc Dinasties perquè el seu territori llavors limitava amb la badia de Bohai. La deposició de llim del riu Groc -que va assumir el seu curs actual després de les desastroses inundacions de la dècada de 1850- ha provocat el seu trasllat cap a l'interior. La ciutat va ser coneguda com a Putai al segle xx, però el comtat de Putai va ser abolit el març de 1956 i el nom només sobreviu com a subdistricte Pucheng de la ciutat.
Les obres públiques han reduït la força destructora del riu i han permès que Binzhou i la veïna Dongying es desenvolupin com a ciutats. L'antiga prefectura de Huimin (惠民 地区) va convertir-se en la de Binzhou el 1984. Va rebre l'estatus de ciutat el 1992. La seva àrea administrativa tenia més de 3,7 milions d'habitants l'any 2010. Les principals indústries es basen en petroli, productes químics i tèxtils.

## Administració
La ciutat-prefectura de Binzhou administra set divisions a nivell de comtat, inclosos dos districtes, una ciutat a nivell de comtat i quatre comtats.
- Districte de Bincheng (滨城区)
- Districte de Zhanhua (沾化区)
- Ciutat de Zouping (邹平市)
- Comtat de Boxing (博兴县)
- Comtat de Huimin (惠民县)
- Comtat de Yangxin (阳信县)
- Comtat de Wudi (无棣县)

| Mapa |
| --- |
| Bincheng Zhanhua Comtat de · Huimin Comtat de · Yangxin Comtat de · Wudi Comtat de · Boxing Zouping · (ciutat) |

## Geografia
Binzhou es troba a la plana al·luvial formada pel riu Groc. Tota les terres al voltant del riu, des del subdistricte de Pucheng fins a la badia de Bohai, han estat dipositades per sediments des de la dinastia Qin. La prefectura actual limita (en sentit antihorari des de l'oest) amb Dezhou, Jinan, Zibo, Dongying, la badia de Bohai i Hebei.

### Clima
Binzhou té un clima continental humit amb influència monsònica, amb quatre estacions ben definides. Les condicions són càlides i gairebé sense pluja a la primavera, càlides i humides a l'estiu, fresques a la tardor i fredes i seques a l'hivern. Més de la meitat de la precipitació anual es produeix només al juliol i a l'agost; la neu cau ocasionalment a l'hivern, tot i que les nevades fortes són molt rares.

## Gent notable
- Sun Tzu (període de Primaveres i Tardors), general militar i estrateg, autor de L'Art de la Guerra.

## Economia
Binzhou, i la veïna Dongying, ha tingut històricament una economia agrària. Binzhou és coneguda regionalment pel seu "dongzao" (literalment, dates d'hivern). Després de descobrir el camp petrolier Shengli, la major part del camp es va incorporar a la nova ciutat de Dongying, tot i que Binzhou manté algunes operacions petrolieres. Binzhou ha anat diversificant la seva economia, atraient la fabricació i la inversió estrangera directa a la ciutat. Entre les grans empreses de Binzhou hi ha Weiqiao, una empresa tèxtil, i Binzhou Pride, una nova empresa d'automòbils dirigida al creixent mercat de baix cost.
El govern local de Binzhou també ha dedicat recursos a una nova zona de desenvolupament econòmic als afores de la nova ciutat, amb un llac artificial.